# 馬下站

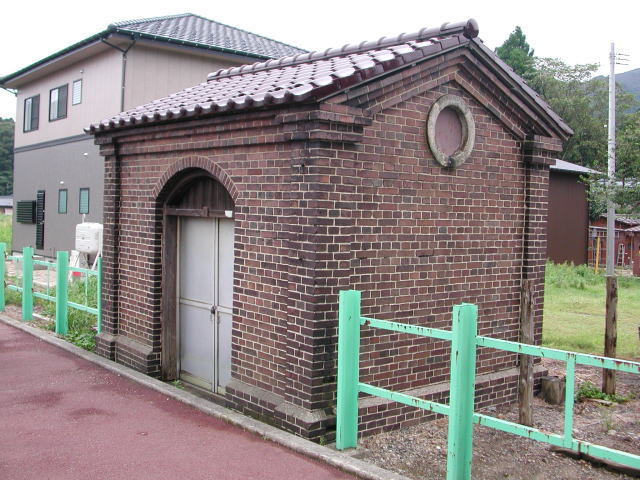
1號月台津川方向設有由磚頭建設的燈屋

馬下站（日语：／ Maoroshi eki */?）是位於新潟縣五泉市土堀，東日本旅客鐵道（JR東日本）的磐越西線車站。

## 歷史
- 1910年（明治43年）10月25日[1]：鐵道院信越線支線新津站至此站之間開通，此站啟用。
- 1913年（大正2年）6月1日：此站至津川站之間開通。
- 1914年（大正3年）11月1日：全線開通，此站成為岩越線車站。
- 1917年（大正6年）10月10日：路線名稱改名，成為磐越西線車站。
- 1983年（昭和58年）
  - 2月28日：成為無人車站。
  - 3月20日：北出口（裏出口）開始使用[3]。
- 1987年（昭和62年）4月1日：伴隨國鐵分割民營化，車站由東日本旅客鐵道（JR東日本）營運[4]。
- 2014年（平成26年）3月15日：同日時間表修正起，馬下至五泉之間日間減少1往返班次，而該時段的快速「阿賀野」下行停靠此站。

## 車站構造
此站是地面車站，設有1面1線的單式月台和1面2線的島式月台，共有2面3線月台。各月台之間設有跨線橋連接。
此站是由新津站管理的無人車站。此站設有自動售票機。車站大樓內設有候車室。

### 月台
| 月台 | 路線      | 上下行 | 方向               | 備註                 |
| ---- | --------- | ------ | ------------------ | -------------------- |
| 1    | ■磐越西線 | 下行   | 新津、新潟方向     |                      |
| 2    | ■磐越西線 | 上行   | 津川、會津若松方向 |                      |
| 3    | ■磐越西線 | 下行   | 新津、新潟方向     | 從此站出發的列車使用 |

## 車站周邊
車站位於馬下地區村落。站前右手邊設有咖啡廳。
- 馬下郵局
- 五泉警署馬下駐在所
- 五泉市馬下保健中心 （页面存档备份，存于）（日語）
- 馬下之鄉特別養護老人之家
- 菅名之里特別老人之家
- 新潟縣道134號馬下停車場線（日语：新潟県道134号馬下停車場線）
- 國道290號（日语：国道290号）

## 相鄰車站
東日本旅客鐵道（JR東日本）
■磐越西線
□快速「阿賀野」
咲花－五泉－（下行加停猿和田）－五泉
■普通
咲花－五泉－猿和田

## 注腳
1. 1 2 3 4  . 東日本旅客鉄道.   [2014-10-26]. （原始内容存档于2020-10-20） （日语）. （页面存档备份，存于）
2. 1 2 3  . 週刊JR全駅・全車両基地 (朝日新聞出版). 2013-08-04, (50): 26 （日语）.
3. ↑  新潟日報昭和58年3月16日下越版
4. ↑  『交通年鑑 昭和63年版』 交通協力會，1988年3月。
5. 1 2 3  . 東日本旅客鉄道.   [2020-02-02]. （原始内容存档于2021-02-01） （日语）. （页面存档备份，存于）

## 外部連結
- 車站資訊（馬下）：東日本旅客鐵道（日語）